# Хуан Карлос Сальгадо
Хуан Карлос Сальгадо Самбрано (ісп. Juan Carlos Salgado Zambrano, 20 грудня 1984) — мексиканський професійний боксер, чемпіон світу за версією WBA (2009—2010) і за версією IBF (2011—2013) в другій напівлегкій вазі.

## Професіональна кар'єра
Дебютував на профірингу у віці 18 років. 10 жовтня 2009 року в своєму двадцять другому поєдинку вийшов на бій проти чемпіона світу за версією WBA в другій напівлегкій вазі венесуельця Хорхе Лінареса і здобув сенсаційну перемогу технічним нокаутом у першому раунді. Підводячи підсумки 2009 року, журнал «Ринг» визнав результат поєдинку Лінарес — Сальгадо «Апсетом року». В першому ж захисті титулу 11 січня 2010 року втратив титул, програвши технічним нокаутом японцю 
Утіяма Такасі.
10 вересня 2011 року в бою проти Аргеніса Мендеса (Домініканська Республіка) завоював титул чемпіона за версією IBF в другій напівлегкій вазі. Провівши три захисти титулу, 9 березня 2013 року втратив його, програвши нокаутом Аргенісу Мендесу.
В наступних десяти боях переміг лише двічі, зазнавши вісім поразок.